# Paulo Roberto Valoura Junior
Paulo Roberto Valoura Junior (Rio de Janeiro, 20 maart 1986) is een Braziliaans voetballer, beter bekend onder zijn spelersnaam Juninho.

## Biografie
Juninho begon zijn carrière bij de kleine club Serrano en maakte al snel de overstap naar Duque de Caxias, waar hij zeven jaar voor zou spelen. In 2013 leende de club hem uit aan América Mineiro. In 2014 trok hij naar Tombense, waarmee hij de titel won in de Série D. Hierna ging hij voor Macaé spelen. In 2015 ging hij voor Bahia spelen in de Série B en dwong hier in 2016 promotie mee af naar de Série A en had zes keer gescoord dat seizoen. Op 14 mei 2017 maakte hij zijn debuut in de Série A tegen Atlético Paranaense. Eind mei won hij met zijn club ook de Copa do Nordeste 2017.